# Simyo
simyo, cuya razón social es Orange España Virtual, S.L.U., es una compañía de servicios de telecomunicaciones de bajo coste, propiedad de Orange España, que ofrece telefonía móvil e internet (fibra y 5G) en España. La marca simyo pertenece a la empresa neerlandesa de telefonía móvil KPN y Orange hace uso de esta bajo licencia del propietario.
Hasta diciembre de 2012, el servicio de la marca simyo en España estaba operado por la filial de la multinacional neerlandesa KPN Spain S.L.U (anteriormente E-Plus). En tal fecha, Orange España llegó a un acuerdo con KPN para adquirir el 100% del negocio. Se acordó que, a pesar de haber cedido la actividad, la marca se mantendría, que seguiría siendo propiedad intelectual de KPN y Orange la utilizaría bajo licenciamiento.
La marca simyo sigue siendo operada por su propietario original, KPN, en los Países Bajos. Y estuvo operativa en Francia (hasta 2015 operado por Bouygues), Alemania (hasta 2016 operado por Telefónica) y Bélgica (hasta 2017 operado por KPN). KPN opera también en telefonía móvil en distintos países bajo muchas otras marcas, entre las que destacan E-Plus y BASE. En España, KPN siguió operando bajo la marca Ortel mobile, compañía que operaba de manera independiente a KPN Spain.

## Historia
En España, el servicio se lanzó comercialmente el 29 de enero de 2008, en calidad de operador móvil virtual bajo la cobertura de Orange España. Según un estudio de septiembre de 2008, a esa fecha contaba con aproximadamente 120.000 clientes. En el momento de la adquisición de simyo por parte de Orange, la OMV ya contaba con más de 380.000 clientes.
El 14 de octubre de 2015, simyo anunció el servicio de 4G para todos sus clientes sin ningún cambio en las tarifas, con el único requisito de tener una nueva tarjeta SIM compatible con 4G. Se registraron incidencias entre los usuarios que solicitaron la nueva tarjeta SIM, ya que la compañía activó las nuevas tarjetas antes de que fueran recibidas por los clientes, lo que ocasionó interrupciones en el servicio que en algunos casos llegaron a durar más de 7 días.[cita requerida]
En septiembre de 2020, simyo comenzó a ofrecer servicios de internet por fibra óptica.
En 2024, mejoraron su servicio de telefonía móvil con 5G, VoLTE y VoWiFi.

## Posicionamiento en el mercado

### La marca simyo

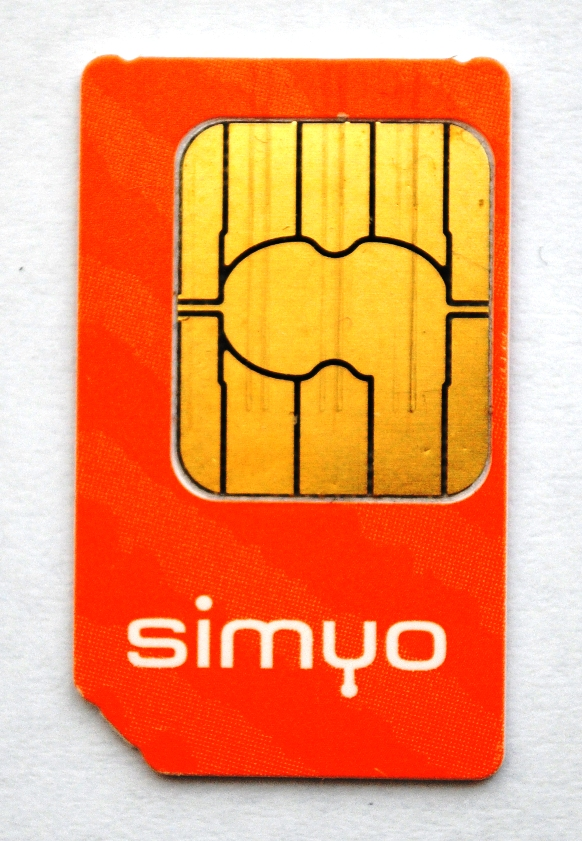
SIM de simyo

Según un artículo de análisis del diario económico Expansión, las bazas de simyo en su desembarco en España son "los bajos precios y la libertad de movimiento que ofrece a sus potenciales clientes" al no imponer obligación de permanencia ni de consumo mínimo. La asociación de consumidores FACUA citaba a simyo como la segunda operadora más económica después de MASMOVIL para llamadas en términos generales tras un estudio comparativo de febrero de 2008.
A diferencia de los operadores con red propia, que subvencionan los terminales a cambio de entregarlos bloqueados, los móviles que ofrece simyo son libres y su precio no está subvencionado, por lo que no tienen contratos de permanencia. Además, poco después de su lanzamiento promovieron una campaña de liberación de terminales, llegando a presentar en su web una lista de sitios donde es posible liberar un terminal e incluso regalando saldo a los clientes que liberaran su terminal si adquirían una línea con el operador al mismo tiempo.
Alguno de sus movimientos comerciales (como la puesta a la venta de iPhones 3G libres en octubre de 2008, las parodias de anuncios de la competencia o las batallas legales emprendidas contra los contratos de permanencia) han sido recibidos por la competencia con amenaza de establecimiento de acciones legales.
A pesar de carecer de red propia, el expresidente ejecutivo (CEO) de E-Plus/simyo, Jochen Doppelheimer (que abandonó su cargo en marzo de 2009) afirmó en varias ocasiones que no se consideran un OMV al uso, y su objetivo, según su exdirector de marketing Alberto Lorente, es "convertirse en el cuarto operador de telefonía móvil de España en dos años".
En abril de 2018 simyo se sumó a la iniciativa de acumulación de megas para buscar un mejor posición con respecto a la competencia. Este sistema de captación equipara sus servicios con los prestados por las OMV de Vodafone o Movistar.
Los precios de los combinados de fibra y móvil con llamadas ilimitadas ofertados por simyo alcanzaron mínimos históricos, llegando a ofrecer opciones muy económicas desde 26,49 €/mes. Así, simyo lideró el mercado "low cost" hasta noviembre de 2022, cuando puso fin a la política de bajada constante de tarifas de estos productos aplicando una sustancial subida de la cuota mensual, pero sólo a los nuevos cliente. Tras varias idas y venidas, el combinado fibra+móvil más económico es ahora de 29,49 €/mes.
En mayo de 2022, tras un acuerdo de Orange con Movistar para usar su red de fibra, simyo pasó a tener cobertura en casi toda España con los mismos precios.
En 2023 se convirtieron en partners oficiales de la Kings League, proyecto de Gerard Piqué. En ella, la marca da el nombre al MVP de cada partido que se disputa en la competición. Este patrocinio finalizó en 2024 y no se renovó.
También subieron los gigas de las tarifas de datos móviles.

## Estrategia multimarca
KPN anunció a la salida de simyo que no descartaba lanzar otras marcas propias (como ya sucede en Alemania, donde gestionan cinco marcas diferentes) e incluso que firmaría acuerdos con terceras empresas para prestar servicios bajo su marca. Siguiendo esta línea, KPN/E-Plus lanzó la marca Blau en octubre de 2008, con algunas diferencias en cuanto a la distribución y las tarifas.
De hecho, KPN/E-Plus ha declarado su intención de actuar como enabler para otras empresas que deseen dar servicios de telefonía móvil. Un enabler (en inglés, MVNE) se trata de un intermediario que provee la plataforma tecnológica y servicios de asesoramiento y gestión a una tercera empresa que vende los servicios bajo su marca. KPN/E-Plus ya presta servicios móviles bajo la marca del banco Bankinter, el operador para inmigrantes Talkout (en colaboración con Euphony), Jazztel (en este caso Jazztel actúa también como operador móvil virtual completo, siendo E-Plus un socio tecnológico junto con Orange), Mundimóvil y XL Móvil (de la cadena COPE y la agencia de viajes Marsans).

## Problemas
En el primer año de andadura de la compañía se manifestaron una serie de problemas relacionados principalmente con la interconexión con otros operadores.
Entre los problemas que emergieron podemos enumerar cosas tales como retrasos en las altas, algo por lo que el operador pidió disculpas, imposibilidad de recibir mensajes de texto extranjeros[cita requerida], pérdidas o retrasos en la recepción de SMS[cita requerida], posible falta de roaming[cita requerida], problemas en la recepción de MMS desde Vodafone y Movistar, así como la imposibilidad de envío a Vodafone, problemas en portabilidades salientes[cita requerida], quejas generalizadas con el servicio de atención al cliente y su incapacidad de resolver problemas, centro que por otra parte fue trasladado a Argentina tras despedir a todos los trabajadores del centro de llamadas en España. Además, el 7 de mayo de 2008 los usuarios sufrieron una caída de red cuando la operadora tan sólo llevaba cinco meses de vida. El 11 de junio de 2015 otra caída de red dejó a miles de usuarios sin conexión de datos.